# 陳偉智
陳偉智（葡萄牙語：Paul Chan Wai Chi，1957年1月4日—）生於澳門，新澳門學社第八、九屆（2006年～2010年）理事長，以及粵華中學訓導主任兼修身、中文及歷史教師，是一位天主教信徒。第四屆澳門立法會議員。

## 求學經歷
陳偉智中學畢業於澳門粵華中學中文部，與保安司司長張國華及立法會議員吳國昌為同學。他在澳門大學完成歷史學證書課程，後來取得華南師範大學教育學士學位，以及宗座傳信大學宗教學士學位。
陳偉智表示他在求學的那些年裡遇上了日後對他影響深遠的兩名同窗，一名是過去四年來跟他在議會內「並肩作戰」的吳國昌，另一名則是因貪腐罪名入獄的前運輸工務司司長歐文龍。他表示：「……歐文龍因為貪腐的問題，成為了階下囚，我真的感到很痛惜。為何我當初認識一個如此上進的人，最終會落得這樣的下場呢？澳門到底出了什麼問題呢？這也是我09年入立法會後，一直希望在監督官員的工作上做得更好，避免貪腐的情況出現。並積極推動民主發展，因為一個好的民主制度，可以保證『好人不會變成壞人，壞人不會變成更加壞的人』。」

## 社區及教區工作
陳偉智在青年時代開始參與天主教澳門教區及澳門社會的工作，1970年代參與天主教澳門教區牧民中心工作小組，為爭取制定澳門勞工法。1989年，他參與基督信徒關注澳門基本法小組，力爭民主政制。1992年他參與組成勞工權益協會、天主教教友協進會，為澳門勞工以及天主教教友服務。他自1995年起參與《澳門觀察報》的編輯工作以及擔任該報社的社長。

## 從政經歷
陳偉智在2005年澳門立法會選舉以民主新澳門第三候選人的身份參選，取得5872.25票而落敗（根據改良漢狄法，他取得民主新澳門23489票的四分之一選票）。2009年，他以「民主昌澳門」第二候選人當選。在四年的任期內，他的大會出席率以及小組出席率的記錄都是100%，有著「全勤議員」的美譽。後來陳偉智未能在2013年的立法會選舉中連任，在9月15日的投票結果中，陳偉智以第17名5493票宣告連任失敗。
於2017年的選舉中，他排在選舉組別第7組「學社前進」的參選名單中的第二位，而第一位是蘇嘉豪。選舉結果是蘇嘉豪成功當選立法會議員。
2018年7月，有媒體報導陳偉智宣佈退出學社，專注於福傳工作，同年8月，陳偉智說「沒有人可以令我離開學社」。但事實上，陳偉智在2021年已另一已脫離學社的前理事李國強，合組「新澳門進步協會」意圖角逐立法會議席，但最終與學社蘇嘉豪，及老戰友吳國昌、鄭明軒的澳門社區發展新動力的「民主昌」團隊，一同被取消參選資格。

## 外部連結
- 陳偉智的Facebook專頁